# Misión de Santa Catarina Virgen y Mártir
La Misión de Santa Catarina Virgen y Mártir fue una misión establecida en el territorio de la península de Baja California. Debe su nombre a la santa católica Catalina de Alejandría, y fue fundada por los misioneros de la orden dominica José Loriente y Tomás Valdellón el 12 de noviembre de 1797. El sitio elegido para la construcción de la misión, una mesa rodeada de valles irrigados, se localiza a unos sesenta y dos kilómetros al este de la misión de Santo Tomás de Aquino y fue conocido por los indios paipai con el nombre de Jactobjol, que significa «Lugar donde el agua cae sobre las piedras». Es la segunda y última de las misiones bajacalifornianas situadas en terreno montañoso. 
El lugarteniente José Joaquín de Arrillaga, gobernador de las Californias, recorrió la región un año antes de la fundación de la misión en compañía  de Diego de Borica, con el propósito de localizar una ruta hacia las misiones sonorenses.

## Historia de la Misión
En 1796, José Joaquín de Arrillaga emprendió una expedición hacia el norte de Baja California con el propósito de expandir los dominios españoles hacia el río Colorado y la costa del golfo de California. Después de varios meses de viaje, Arrillaga concluyó que la región era capaz de sostener nuevos asentamientos, y que especialmente era propicia para el establecimiento de una misión. La construcción del edificio comenzó el 6 de agosto de 1797. 
De acuerdo con registros datados antes de 1824, la mayoría de los indígenas que vivieron cerca del territorio fueron convertidos al catolicismo. La misión fue hogar de 600 novicios, el número más amplio para cualquier misión dominica. En la actualidad, prácticamente nada queda de la vieja construcción dominica, que se localiza en lo que actualmente es el Valle del Álamo, en el municipio de Ensenada.
En sus primeros años, la Misión de Santa Catarina atraía a personas indígenas de toda la región, manteniendo una población de aproximadamente 250 individuos. Sin embargo, Santa Catarina no fue una misión próspera; carecía de tierras cultivables adecuadas, acceso a líneas de suministro y, en sus últimos años, incluso carecía de misioneros permanentes. Desde 1819, el misionero a cargo, Fray Félix Caballero, compartía sus deberes con la Misión de San Miguel Arcángel de la Frontera, y en la década de 1830 se le asignaron también la Misión de Nuestra Señora de Guadalupe del Norte y la Misión El Descanso.
Para sostener a la misión, se construyeron una serie de presas en un pequeño arroyo y se desvió el agua a través de acequias a un área estimada de sesenta hectáreas. Además, se cultivaban trigo, maíz, cebada y legumbres, aunque los rendimientos eran inconsistentes. La misión también albergaba una cantidad considerable de ganado que incluía vacas, caballos, mulas y ovejas. Sin embargo, debido a la insuficiencia de estos recursos, los nativos complementaban su alimentación con alimentos silvestres, como cactus, pastos, agave, yuca, ciervos y conejos.

## Conflictos
La misión también fue escenario de varios conflictos violentos. En 1804, dos soldados españoles fueron asesinados entre Santa Catarina y la Misión de San Vicente, y la posterior persecución de los asesinos llevó a una batalla en Santa Catarina. En 1808, hubo un levantamiento más amplio debido al maltrato de las mujeres indígenas por parte de los misioneros.
Santa Catarina fue destruida en 1840 durante un ataque en el que murieron dieciséis neófitos. Las causas de la destrucción varían según las fuentes. Algunos informantes paipai culparon a los grupos kiliwa, mientras que otros atribuyeron el incendio a una rebelión general de los principales grupos indígenas de la región. Investigaciones más recientes sugieren que una coalición de paipai, kumiai, kiliwa, cucapá y quechan, liderada por el líder kumiai Jatñil, organizó el ataque. 
Un relato sobre la destrucción de la misión fue dado por un indígena de Santa Catarina:

"Uno o dos años después de que Fray Félix se fue a Guadalupe, un septiembre, cuando la mayoría de la gente estaba fuera de Santa Catalina recolectando piñones hacia el norte, a lo largo de la ladera oriental de la Sierra Juárez, los kiliwa vinieron y quemaron la misión. El sacristán y unas pocas mujeres ancianas estaban allí, pero escaparon. Nicuárr, con 500 de su gente, persiguió a los kiliwa en la Sierra de San Pedro Mártir y mató a la mayoría de ellos"
Meigs (1935)

## Actualidad
Aunque la Misión de Santa Catarina no fue particularmente exitosa según los estándares de la época, dejó un legado duradero en la región. Los descendientes de los neófitos de la misión continúan viviendo cerca de las ruinas, y hoy en día, estas personas son conocidas como los paipai, uno de los grupos indígenas que aún viven en Baja California. La misión, aunque en ruinas, sigue siendo un sitio de interés histórico y cultural.